# U-Bahnhof Südstern

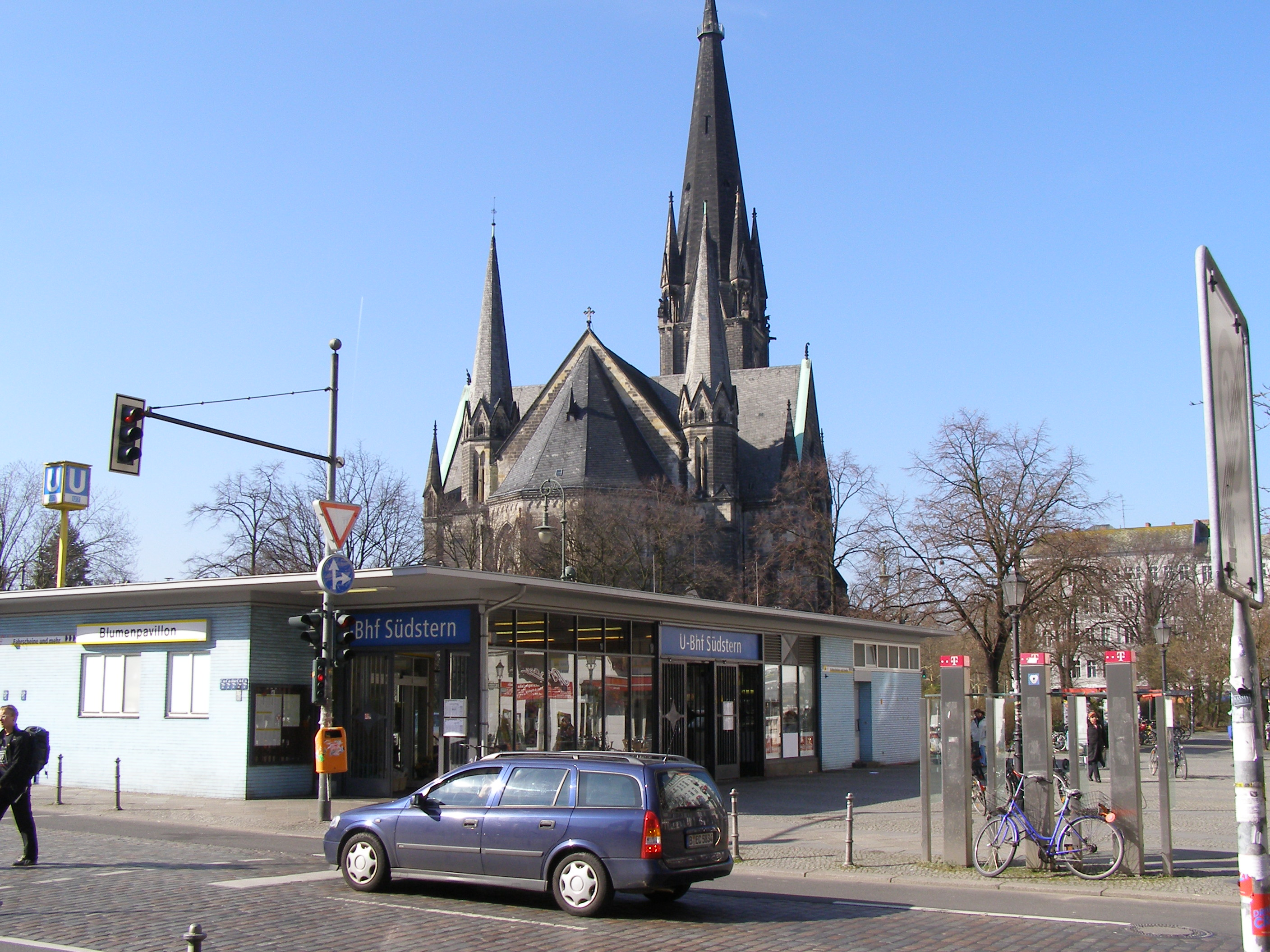
U-Bahn-Eingang in der Straße Hasenheide (im Hintergrund die Kirche am Südstern)

Der U-Bahnhof Südstern ist eine Station der Berliner U-Bahn-Linie U7 im Ortsteil Kreuzberg. Der Bahnhof befindet sich unter dem gleichnamigen Platz und wurde am 14. Dezember 1924 eröffnet.

## Geschichte

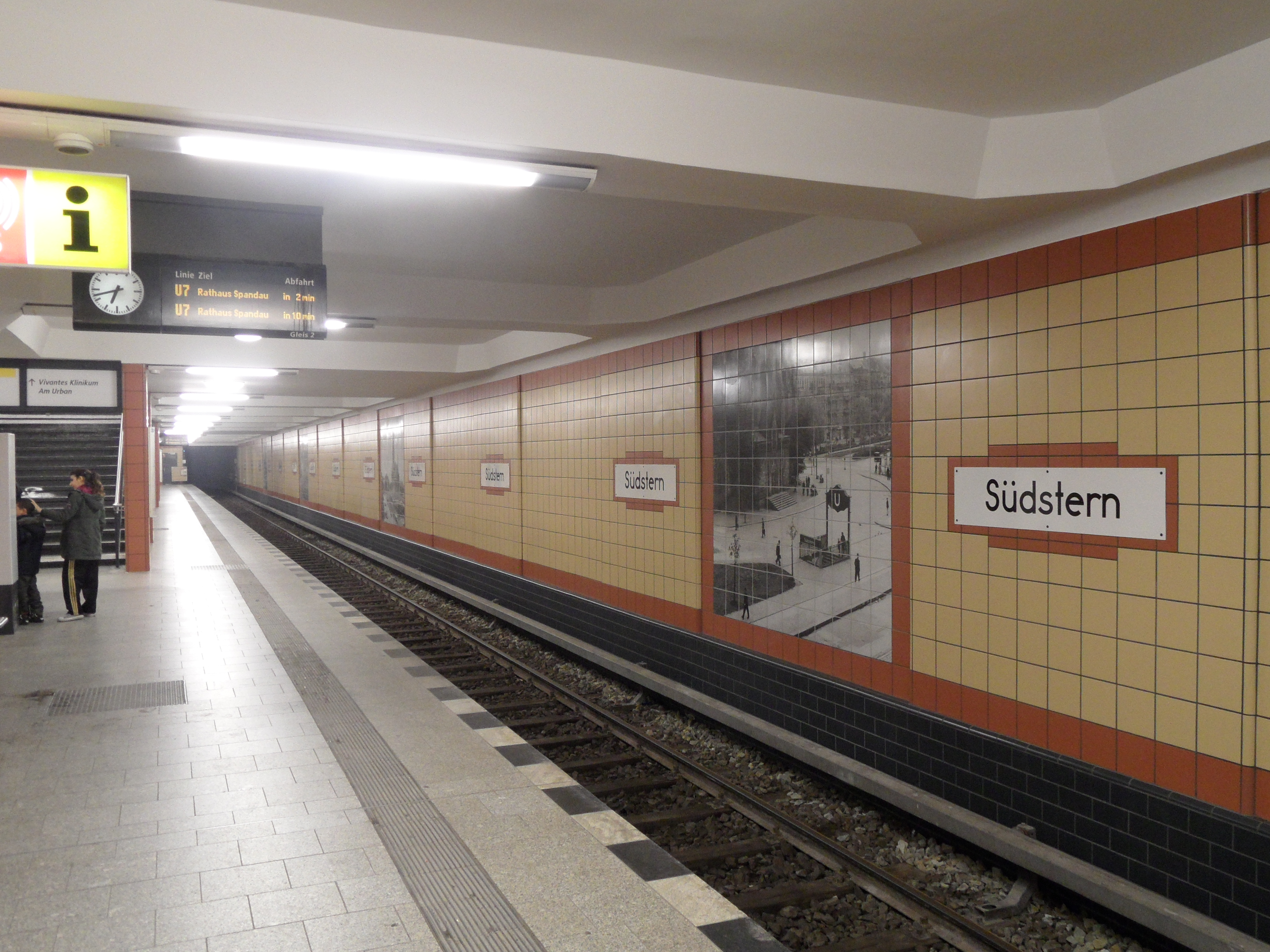
U-Bahnhof Südstern (2011)

Historische Stationstafel im U-Bahnhof

Der U-Bahnhof Südstern ging unter dem Namen Hasenheide in Betrieb. Die Station gestaltete – wie damals nahezu alle Berliner U-Bahnhöfe – Alfred Grenander. Dieser gab dem 13 Meter breiten Mittelbahnsteig die Kennfarbe Rot, an den Wänden ließ er Fliesen in Kaltglasurtechnik anbringen, die Stationsschilder bekamen einen roten Rand.
Für gut 15 Monate war der Bahnhof die Endstation der Linie, bevor es ab dem 11. April 1926 drei Stationen weiter zum damaligen Bahnhof Bergstraße ging. Am 3. Juni 1933 bekam die Station den Namen Kaiser-Friedrich-Platz, gut fünf Jahre später erfolgte am 1. Januar 1939 die nächste Umbenennung in Gardepionierplatz.
Der im gleichen Jahr beginnende Zweite Weltkrieg hatte auch für den Bahnhof Konsequenzen: Am 24. Mai 1944 trafen bei alliierten Luftangriffen zwei Bomben die Station direkt, dabei gab es schwere Zerstörungen im Gleisbereich. Mitte April 1945 traf wiederum eine Fliegerbombe den Bahnhof und zerstörte einen Großteil der Bahnhofsdecke. Nach der deutschen Kapitulation am 8. Mai 1945 begannen die Aufräumarbeiten und Wiederherstellungsmaßnahmen, die auch den Bahnhof Gardepionierplatz betrafen. Der erste Pendelzug fuhr am 11. Juni 1945 zwischen den Bahnhöfen Hermannplatz und Belle-Alliance-Straße, in den nächsten Wochen wurde er zu einem Umlaufbetrieb und ab 5. Dezember 1945 lief wieder ein kompletter Betrieb auf der damaligen Linie CI zwischen Seestraße und Grenzallee. Zwei Jahre später „entmilitarisierte“ man den Bahnhofsnamen – nun hieß die Station Südstern.
Das nächste große Ereignis betraf den Bahnhof im Jahr 1958. Um längere Züge auf der Linie CI einsetzen zu können, ließ die BVG alle Bahnsteige auf den Westabschnitten der Nord-Süd-U-Bahn von 80 auf 110 Meter verlängern, was auch bei der Station Südstern geschah. Des Weiteren erfolgte eine komplette Umgestaltung der Treppenanlage. Die jeweils sich an den Enden befindenden Ein- und Ausgänge wurden zu einem Bereich in der Mitte des Bahnsteigs zusammengefasst, über dem ein Eingangshäuschen errichtet wurde.
Sehr stark frequentiert wird der Bahnhof alljährlich zum in der Nähe vorbeiziehenden Karneval der Kulturen, des Öfteren wurden dann auch schon Abfertiger eingesetzt, wobei diese seit Mitte der 1990er Jahre längst abgeschafft worden sind. Aufgrund von Deckenschäden fand zwischen 2007 und 2009 eine „Rundum-Erneuerung“ für den Bahnhof statt. Diese konnte mit dem Einbau des Aufzugs, der am 18. Dezember 2009 in Betrieb ging, abgeschlossen werden.

## Anbindung
| Linie | Verlauf |
| ----- | --- |
|       | Rathaus Spandau – Altstadt Spandau – Zitadelle – Haselhorst – Paulsternstraße – Rohrdamm – Siemensdamm – Halemweg – Jakob-Kaiser-Platz – Jungfernheide – Mierendorffplatz – Richard-Wagner-Platz – Bismarckstraße – Wilmersdorfer Straße – Adenauerplatz – Konstanzer Straße – Fehrbelliner Platz – Blissestraße – Berliner Straße – Bayerischer Platz – Eisenacher Straße – Kleistpark – Yorckstraße – Möckernbrücke – Mehringdamm – Gneisenaustraße – Südstern – Hermannplatz – Rathaus Neukölln – Karl-Marx-Straße – Neukölln – Grenzallee – Blaschkoallee – Parchimer Allee – Britz-Süd – Johannisthaler Chaussee – Lipschitzallee – Wutzkyallee – Zwickauer Damm – Rudow |

Der U-Bahnhof wird von der Linie U7 und der im Zuge dieser Linie verkehrenden Nachtbuslinie N7 der BVG bedient. Eine direkte Umsteigemöglichkeit zu anderen Linien des öffentlichen Nahverkehrs besteht nicht.